# کزبین
کزبین یکی از روستاهای استان آذربایجان شرقی است که در دهستان قوری‌گل بخش مرکزی شهرستان بستان‌آباد واقع شده‌است.این روستا ۱۹۶ نفر جمعیت دارد. یعقوب قهرمانزاده سلطان دو شیفت می باشد